# Amylin Pharmaceuticals
Amylin Pharmaceuticals est un groupe pharmaceutique basé à San Diego et fondé en 1987, spécialisé dans la recherche, le développement et la commercialisation de médicaments destinés essentiellement au traitement du diabète, de l'obésité et des troubles cardiovasculaires.
Le 30 juin 2012, Bristol-Myers annonce le rachat d'Amylin Pharmaceuticals pour 5,3 milliards de $. Le titre (code AMLN) est retiré de la cotation.